# Takereana festiva
Takereana festiva là một loài chân đều trong họ Idoteidae. Loài này được Chilton miêu tả khoa học năm 1885.